# 本條猛二
本條猛二（ほんじょう たけじ、1902年4月19日 - 1968年9月18日）は大正、昭和の実業家。本條商店主、山陽自動車工業、宅洋海運、山陽自動車運送元社長。実兄の田路舜哉は住友商事の創業者。

## 山陽自動車運送の発足

### 宍粟貨物自動車の設立
1943年10月15日、戦時色が一段と強まるなか、陸運統制令のもと、宍粟郡で独自に営業をしていた運輸会社5社（山崎貨物自動車、上野自動車、神戸自動車、千種合同自動車、三方自動車）が統合、郡で唯一の運送会社「宍粟貨物自動車株式会社」として営業を再開したことに始まる。初代社長に山崎貨物自動車、三方自動車の社長で町の名誉助役でもあった本條が就任。本社事務所は旧山崎貨物自動車本社に置かれ、建物こそ木造2階建て、車庫が隣接した粗末なものであったが、資本金70万円、保有車輌82台、従業員170人の規模であり、一躍、宍粟郡を代表する最大手企業となった。統合以前、上野自動車、千種自動車、三方自動車がシボレー、フォードなどタクシーを持ち「旅客運送」を実施していたことから、この事業も引き継ぐことになったが、間もなく燃料の配給もなくなり、軍の命令で車を供出、事業は中止されてしまった。こうしたなか、軍の命令で社内に「特別輸送義勇隊」が組織され、軍需輸送に当たった。戦時下とはいえ、輸送需要に応えられないほどで、順調な滑り出しを見せていた。

### 戦後の展開
第2次世界大戦が終わった昭和20年、戦争は日本経済に壊滅的な打撃を与えたが、運輸関係ではとくに海運とトラックへの影響が大きかった。トラックは車輌不足に加えて、燃料、タイヤ、チューブなどの資材が極度に不足し、輸送力は大幅に低下。昭和20年におけるトラックの車輌総数は10万1,408台であり、戦前のピーク時である15年に対して68%の水準となっていた。こうしたなか、宍粟貨物自動車は、戦後の復興輸送を通しておおむね順調に拡大していく。しかし戦後間もなく大きな転換期を迎えることになる。昭和21年、鉄道省が、輸送力の不足をカバーするため、全国規模でトラックを定路線の区間輸送の枠を超えて区域営業にも進出しようとした。そのひとつが地元宍粟郡を縦貫して走るということで、社内は騒然となる。そのため会社では当時神戸経済大学（現神戸大学）で民営企業論を担当していた北村五良教授を担ぎ出し、誘致派と対決した。結局、鉄道省側が折れ事実上の撤退宣言が出され、戦後のトラック地図を塗り替えかねなかった問題はひとまず頓挫することになる。一方、宍粟貨物自動車の将来を展望するなかで、路線トラック事業への進出が真剣に考えられたのは昭和23年ころからであった。

### 社名の変更
GHQの指導で昭和23年に施行された道運法が、わずか3年足らずで廃止され、トラック運輸が新時代を迎えることになり、宍粟貨物自動車も、こうした時代の流れに歩調を合わせるように路線事業の強化に本腰を入れていく。路線トラック事業を通して、全国規模業者の仲間入りを果たしたい、という願望を秘め、昭和25年2月10日、新社名を「山陽自動車運送株式会社」とした。事実、大阪を起点にした「東西200キロ構想」が実現したのもまさにこのときであった。

### ゴールデンロードへの進出
昭和30年代に入り、神武景気の到来に軌道を合わせるように山陽自動車運送も拡張路線を歩む。昭和32年5月には、広島～大阪間の路線免許を持つ山陽通運と資本提携（後に吸収合併）。山陽道路線が実現していくなか次なる飛躍は「東京路線」への進出であった。東京路線の運行が開始されたのは、昭和35年だが、免許申請は運行開始の3年前。昭和34年には、東京路線実現に備えて、本社事務所も創設の地、宍粟郡山崎町（現宍粟市）から大阪市内に移された。当時、東海道路線は「ゴールデンロード」と呼ばれており、山陽自動車運送のほか24社が免許申請を行っていたが、日本運送（現フットワークエクスプレス）、西濃運輸などをリーダーとする既存20社が猛反対、昭和34年1月26日から5日間にわたって運輸省において公聴会が開催されるなど、前代未聞の熾烈な戦いが繰り広げられることになった。山陽自動車運送では、公聴会の開催に当たって、24社35人の一般公述人のうち、住友商事、松下電工（現パナソニック電工）、松下電器産業（現パナソニック）、住友ベークライト工業、東京製鋼、日本金属工業などの幹部8人から、援護発言をうけるが並みいる同業他社の面々には山陽は絶対確実との印象を与えた。公聴会で、賛成意見を公述したメンバーからもわかるように、大手優良企業の社名が取引先として並ぶことになる。松下電器産業グループとの取引が開始されたのは昭和20年代後半からであったが、30年代に始まった「家電時代到来」によって、さらに取引が拡大されることになる。また本條猛二の実兄が住友商事の会長、田路舜哉だったことから、住友グループとの取引が始まったが、その後は、住友ベークライト、住友電気工業、住友金属工業などへと次第に拡大された。一方、東京路線の確保に伴って、新規に取引が開始された荷主も少なくなかった。井関農機、日本出版、さらにはエスエス製薬、ミドリ十字（現田辺三菱製薬）、帝人など取引荷主の拡大が順調に進んだ。また昭和35年8月に本條猛二の同郷出身者、河本敏夫（元衆議院議員、元三光汽船オーナー）が山陽自動車運送の取締役に就任したことから、三光汽船との株式の持合いや、本條猛二が三光汽船の関係会社の社長に就任するなど業界でも注目を集めることになった。

### 阪神電気鉄道との提携
このように順調に拡大路線をひた走るが、いっそうの発展を目指すため、昭和37年8月、阪神電気鉄道との資本提携に踏み切ることになるが、阪神電鉄社長野田誠三と本條猛二が縁戚関係であったため、話はスムーズに進んだ。それは、昭和33年以降から始まった東急、西武、京成、近鉄、名鉄などといった私鉄資本の進出とほぼ時を同じくするもので、関西5大私鉄の1つである阪神電鉄と山陽自動車運送との資本提携は業界に新たな波紋を広げた。
その後、本條猛二は、昭和41年5月に会長に就任、42年5月には経営の第一線から身を引き、相談役に退いた。

## 人物
明治35年4月19日、兵庫県宍粟郡山崎町にて本條竹五郎、ならゑの長男として生まれる。明治30年、山崎町において、父が本條竹五郎油脂および肥料を創業するが、明治37年病気のため死亡。母、ならゑがこれを継承し、本條猛二も幼くして母を助ける。姫路商業を卒業後、家業を継承し本條商店の基礎を築いた。戦時中統制時代を経て戦後に至り, 昭和22年3月、石油類を主営業品目として再発足、株式会社本條商店と称する。扱業種の多角化と売り上げの増加に伴い、昭和42年より、一層経営の合理化と収益の向上を図るため、株式会社本條商店を4社に分割改組した。また山陽自動車運送をはじめ様々な事業の経営に参画し発展させたが、昭和43年9月18日、脳溢血のため、自宅で死亡した。享年66。長年書道と謡曲を趣味とし、特に毛筆は、礎石という号を持ちその達筆さは、有名で、今でも多くの作品を残している。

## 関係する人物
- 田路舜哉（元住友商事社長）
- 河本敏夫（元衆議院議員　元三光汽船オーナー）
- 野田誠三（元阪神電気鉄道会長）